# ラブ・ポーション (須賀響子のアルバム)
『ラブ・ポーション』(love potion)は、1995年12月16日に発売された、日本の歌手・須賀響子の3作目のアルバム。発売元はビクターエンタテインメント。アルバムタイトルは「恋愛の特効薬」という意味で彼女自身が名付けた。この作品を最後に須賀響子は歌手を引退する。『LOVE, TWO LOVE』はテレビアニメ『ぼのぼの』のエンディングテーマに採用された。
ビクター社の音質向上技術である20bit K2 スーパー・コーディングをアナログマスターテープのミックスダウンに使用している。作詞作曲は全て彼女自身によるものである。

## 収録曲
| 全作詞・作曲: 須賀響子。 |                     |          |            |
| #                        | タイトル            | 作詞     | 作曲・編曲 |
| 1.                       | 「LOVE, TWO LOVE」  | 須賀響子 | 須賀響子   |
| 2.                       | 「こっちへおいで」  | 須賀響子 | 須賀響子   |
| 3.                       | 「WHEN I NEED YOU」 | 須賀響子 | 須賀響子   |
| 4.                       | 「信じられない!」   | 須賀響子 | 須賀響子   |
| 5.                       | 「永遠のBGM」       | 須賀響子 | 須賀響子   |
| 6.                       | 「煌く星座」        | 須賀響子 | 須賀響子   |